# Pouteria sapota
Pouteria sapota är en tvåhjärtbladig växtart som först beskrevs av Nikolaus Joseph von Jacquin, och fick sitt nu gällande namn av Harold Emery Moore och William Thomas Stearn. Pouteria sapota ingår i släktet Pouteria och familjen Sapotaceae. Inga underarter finns listade i Catalogue of Life.

## Bildgalleri

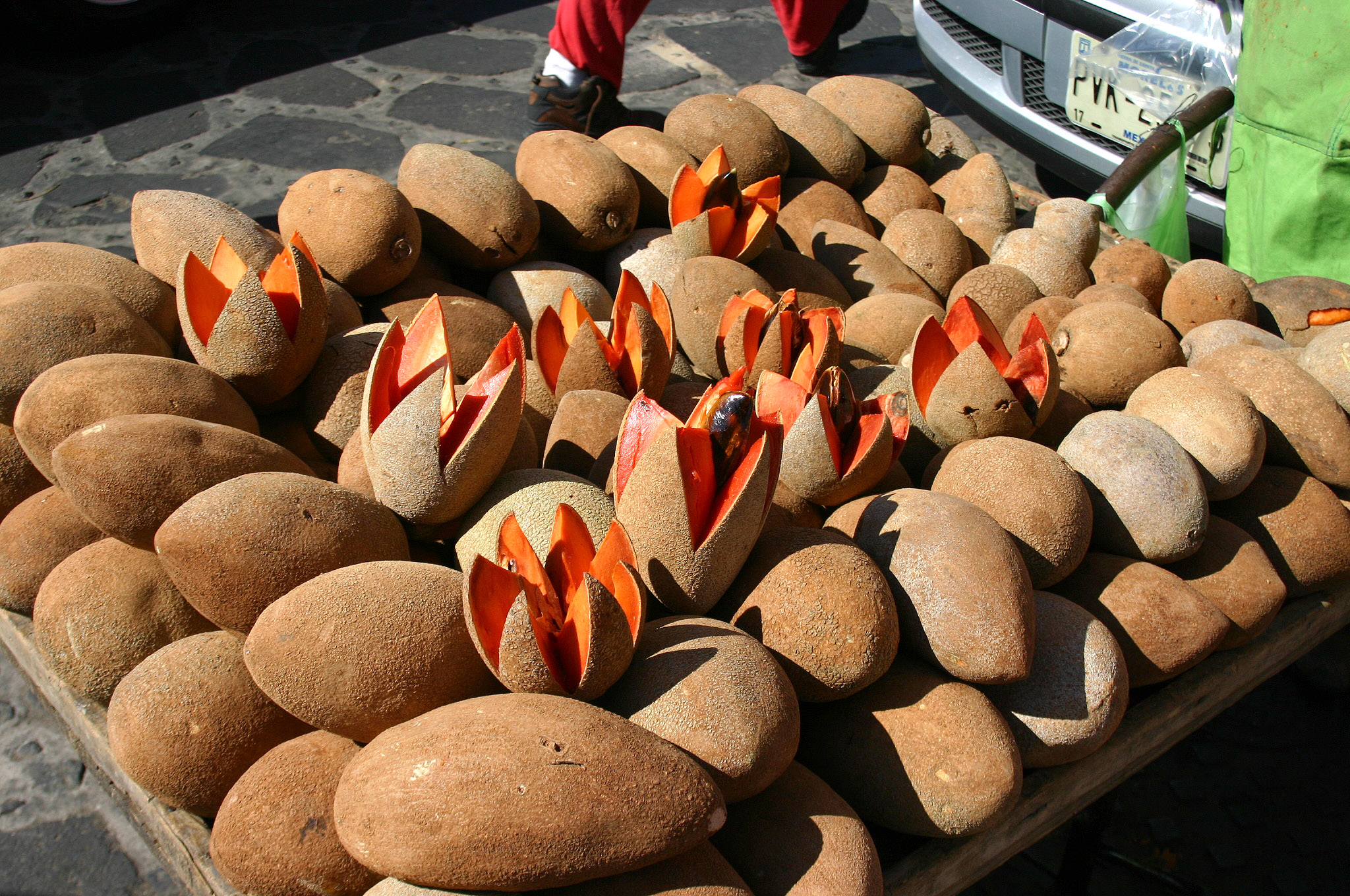
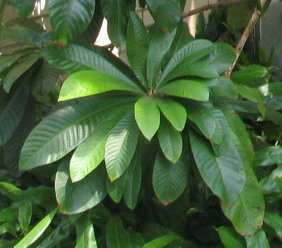
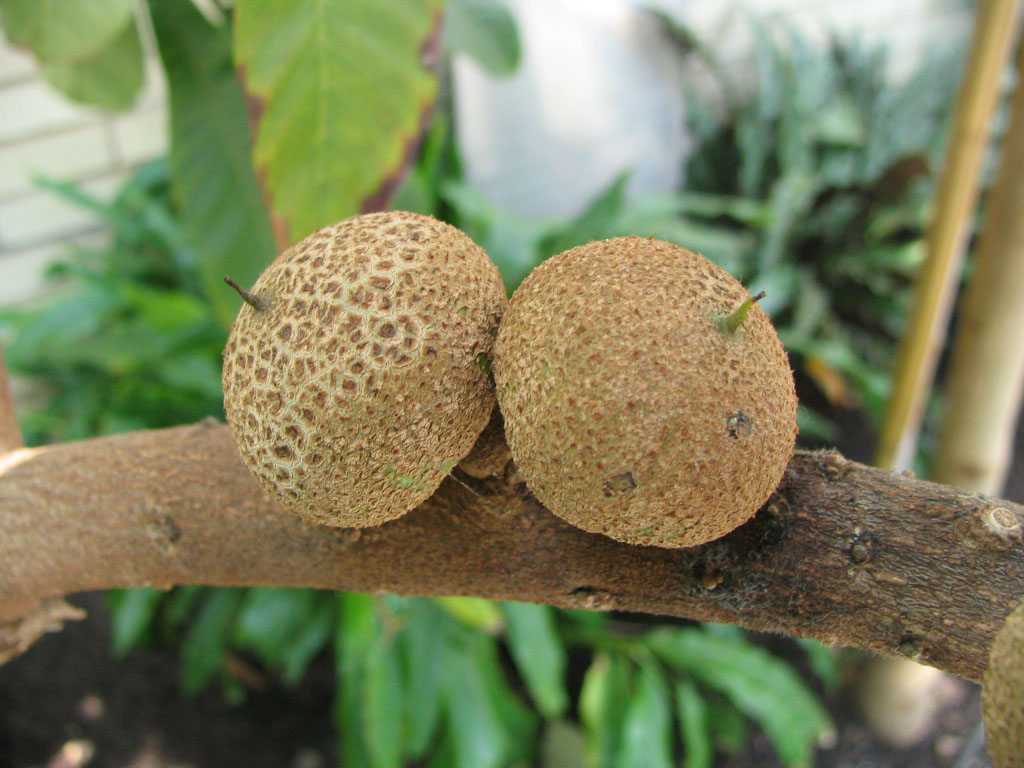
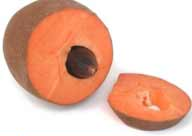
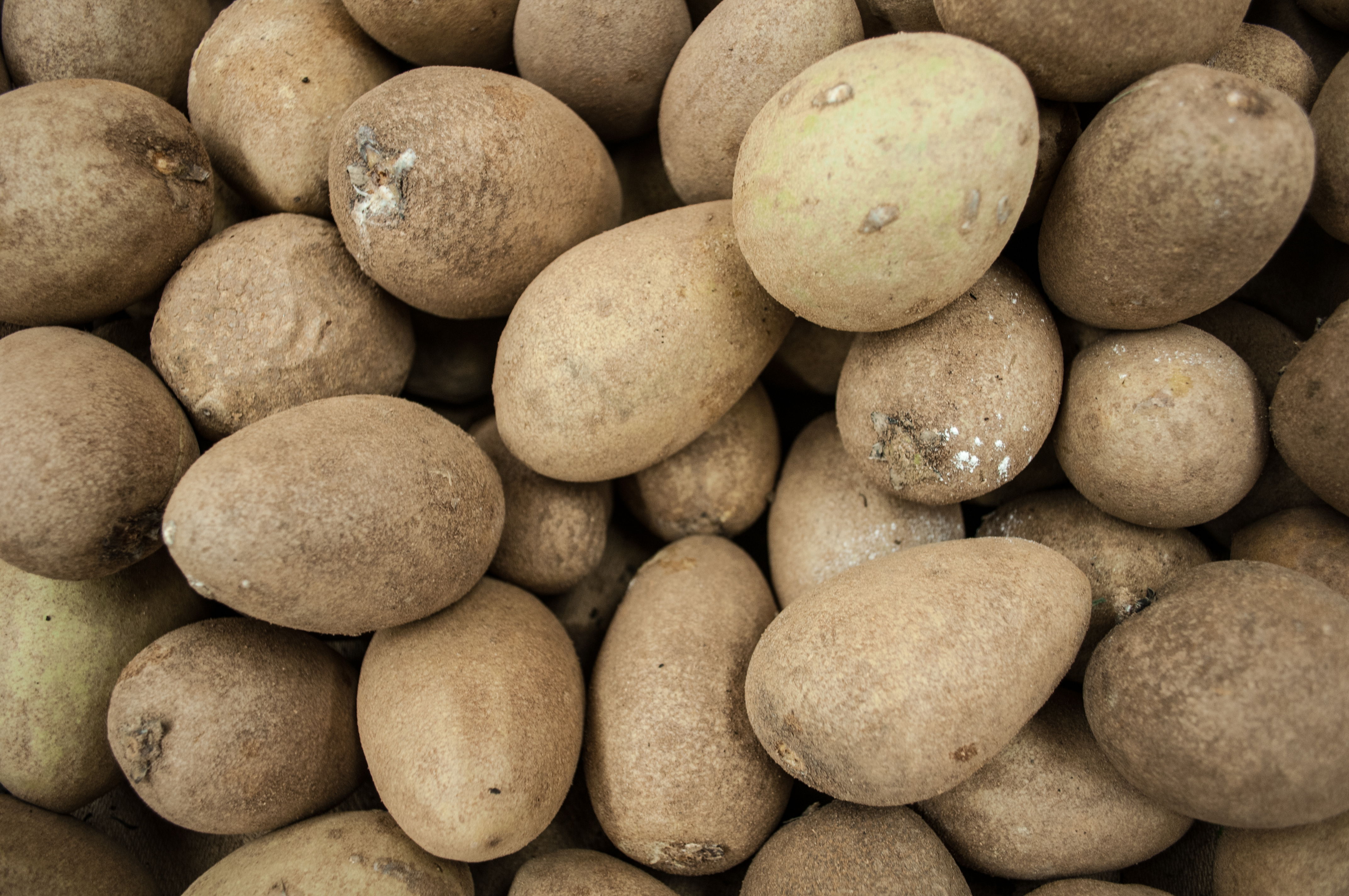